# Generalüberholung
Die Generalüberholung oder das Generalüberholen, englisch: general overhaul, complete overhaul oder major overhaul, ist ein Fachbegriff zumeist aus dem Bereich der Technik. Damit wird der Vorgang bezeichnet, dass ein zumeist technisches Gerät – wie etwa eine Maschine, ein Motor oder ein Smartphone – umfangreich generell und gründlich überprüft wird, bei dem vorsorglich – also vor einem Schadensfall – verschleißintensive Teile ausgetauscht und alle feststellbaren Mängel repariert werden, meist in einem genau vorgeschriebenen Zeitintervall.
So können beispielsweise bei einem generalüberholten Motor alle beweglichen Teile ausgebaut, überprüft und in Fehlerfällen ersetzt oder wiederhergestellt werden. Die Generalüberholung geht demnach klar über die herkömmliche Überprüfung der Funktionstüchtigkeit hinaus. In vielen Fällen werden Artikel dieser Art auch als refurbished gekennzeichnet. Gelegentlich ist mit der Generalüberholung auch der Beginn einer Teil- oder Komplett-Garantie für das generalüberholte Produkt verbunden.
Andere übliche Bezeichnungen für Generalüberholung sind komplette Überarbeitung, Runderneuerung (etwa bei Autoreifen), Sanierung von Grund auf, umfassende Sanierung und vollständige Umarbeitung.

## Beispiele
Für Kraftwerke, Flugzeuge, Schiffe, Omnibusse, Alarmanlagen, Sicherheitssysteme und Medizintechnik sind Generalüberholungen – meist gesetzlich – vorgeschrieben.